# Uranotaenia palmeirimi
Uranotaenia palmeirimi är en tvåvingeart som beskrevs av Meillon och Rebelo 1941. Uranotaenia palmeirimi ingår i släktet Uranotaenia och familjen stickmyggor.
Artens utbredningsområde är Moçambique. Inga underarter finns listade i Catalogue of Life.